# Премия «Давид ди Донателло» за лучшую музыку
Премия «Давид ди Донателло» за лучшую музыку (итал.  David di Donatello per il miglior musicista) — один из призов национальной итальянской кинопремии «Давид ди Донателло». Вручается ежегодно с 1975 года.
Эннио Морриконе получил рекордное количество (9) премий за лучшую музыку.

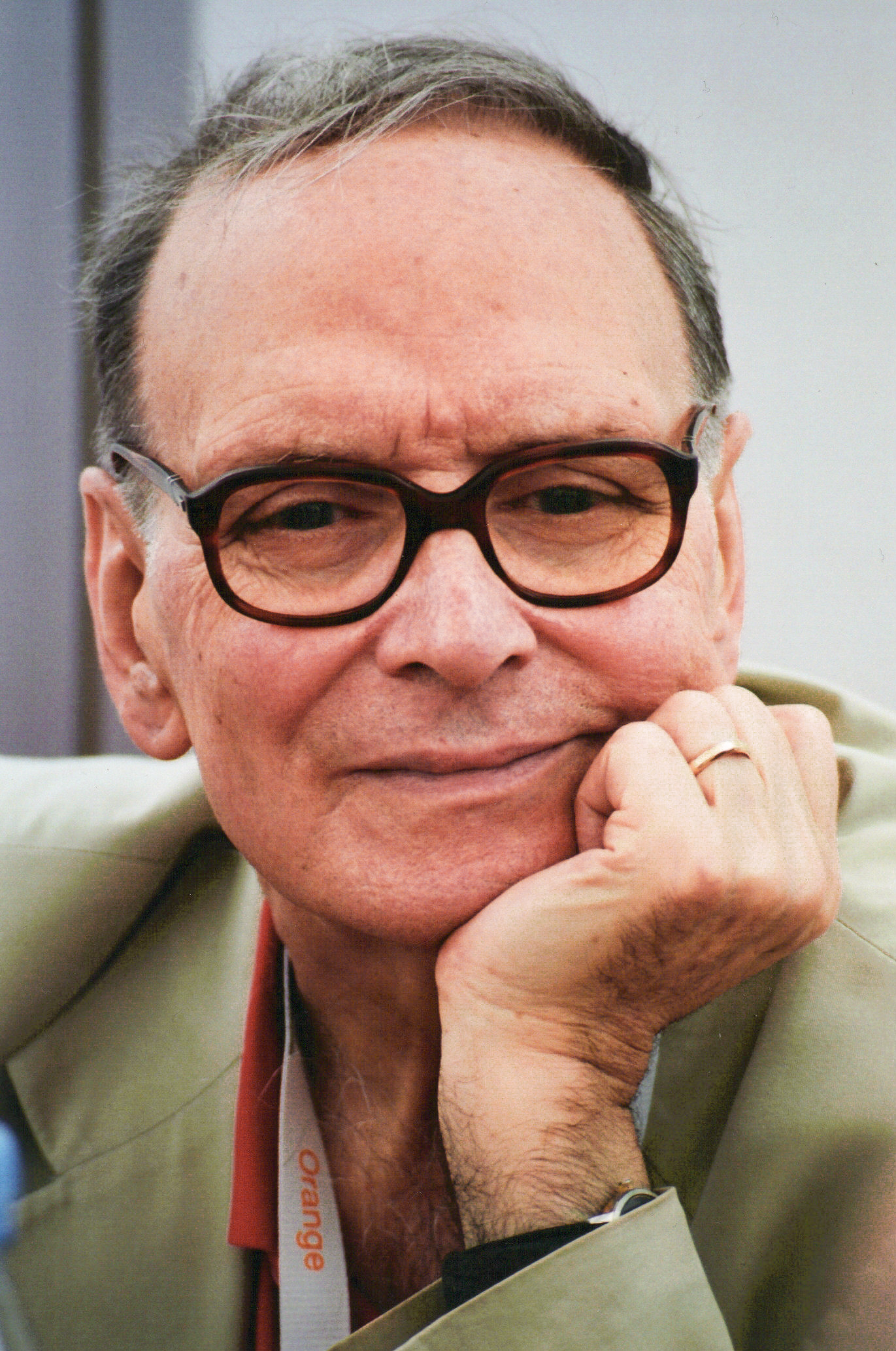
Эннио Морриконе — 9-кратный лауреат премии (1988, 1989, 1991, 1993, 1999, 2000, 2007, 2010, 2013).

## Список лауреатов и номинантов
Лауреаты выделены отдельным цветом. 

## 1975—1979
| Год         | Русское название                                              | Оригинальное название                                      | Авторы музыки     |
| ----------- | ------------------------------------------------------------- | ---------------------------------------------------------- | ----------------- |
| 1975        | «Отнесённые необыкновенной судьбой в лазурное море в августе» | Travolti da un insolito destino nell’azzurro mare d’agosto | Пьеро Пиччони     |
| 1976        | «Невинный»                                                    | L’Innocente                                                | Франко Маннино    |
| 1977        | «Казанова Федерико Феллини»                                   | Il Casanova Di Federico Fellini                            | Нино Рота         |
| 1978        | «Жена-любовница»                                              | Mogliamante                                                | Армандо Тровайоли |
| 1979 — 1980 |                                                               | Премия не вручалась                                        |                   |

## 1981—1989
| Год  | Русское название               | Оригинальное название                                           | Авторы музыки                      |
| ---- | ------------------------------ | --------------------------------------------------------------- | ---------------------------------- |
| 1981 | «Вернись, Эудженио»            | Voltati Eugenio                                                 | Фьоренцо Карпи                     |
| 1981 | «Белый, красный и зеленый»     | Bianco, rosso e Verdone                                         | Эннио Морриконе                    |
| 1981 | «Дама с камелиями»             | La storia vera della signora dalle camelie La Dame aux camélias | Эннио Морриконе                    |
| 1982 | «Тальк»                        | Borotalco                                                       | Лучо Далла и Фабио Либератори      |
| 1983 | «Будьте хорошими, если можете» | State buoni se potete                                           | Анджело Брандуарди                 |
| 1984 | «Бал»                          | Ballando ballando                                               | Армандо Тровайоли и Владимир Косма |
| 1984 | «Флирт»                        | Flirt                                                           | Франческо Де Грегори               |
| 1985 | «Связь через пиццерию»         | Pizza connection                                                | Карло Савина                       |
| 1985 | «Скрытые секреты»              | Segreti segreti                                                 | Никола Пьовани                     |
| 1985 | «Хаос»                         | Kaos                                                            | Никола Пьовани                     |
| 1986 | «Выпускной бал»                | Festa di laurea                                                 | Риц Ортолани                       |
| 1986 | «Макароны»                     | Maccheroni                                                      | Армандо Тровайоли                  |
| 1986 | «Джинджер и Фред»              | Ginger E Fred                                                   | Никола Пьовани                     |
| 1987 | «Семья»                        | La famiglia                                                     | Армандо Тровайоли                  |
| 1987 | «Рождественский подарок»       | Regalo di Natale                                                | Риц Ортолани                       |
| 1987 | «История любви»                | Storia d’amore                                                  | Джованна Марини                    |
| 1988 | «Очки в золотой оправе»        | Gli occhiali d’oro                                              | Эннио Морриконе                    |
| 1989 | «Новый кинотеатр «Парадизо»»   | Nuovo cinema Paradiso                                           | Эннио Морриконе                    |
| 1989 | «Король О.»                    | 'O re                                                           | Никола Пьовани                     |
| 1989 | «Сплендор»                     | Splendor                                                        | Армандо Тровайоли                  |

## 1990—1999
| Год  | Русское название                 | Оригинальное название                     | Авторы музыки                       |
| ---- | -------------------------------- | ----------------------------------------- | ----------------------------------- |
| 1990 | «Беспризорники»                  | Scugnizzi                                 | Клаудио Маттоне                     |
| 1990 | «Голос Луны»                     | La voce della luna                        | Никола Пьовани                      |
| 1990 | «История мальчиков и девочек»    | Storia di ragazzi e di ragazze            | Риц Ортолани                        |
| 1990 | «Который час?»                   | Che ora è?                                | Армандо Тровайоли                   |
| 1990 |                                  | Blue dolphin — l’avventura continua       | Марио Нашимбене                     |
| 1991 | «У всех всё в порядке»           | Stanno Tutti Bene                         | Эннио Морриконе                     |
| 1991 | «Средиземное море»               | Mediterraneo                              | Джанкарло Бигацци и Марко Фаладжани |
| 1991 | «Ультра»                         | Ultrà                                     | Антонелло Вендитти                  |
| 1991 | «В розовом саду»                 | Nel giardino delle rose                   | Риц Ортолани                        |
| 1991 | «Путешествие капитана Фракасса»  | Il viaggio di Capitan Fracassa            | Армандо Тровайоли                   |
| 1992 | «Похититель детей»               | Il ladro di bambini                       | Франко Пьерсанти                    |
| 1992 | «Невидимая стена»                | Il muro di gomma                          | Франческо Де Грегори                |
| 1992 | «Мне казалось, что это любовь»   | Pensavo fosse amore invece era un calesse | Пино Даниеле                        |
| 1993 | «Иона, который жил в чреве кита» | Jona che visse nella balena               | Эннио Морриконе                     |
| 1993 | «Охрана»                         | La scorta                                 | Эннио Морриконе                     |
| 1993 | «Магнификат»                     | Magnificat                                | Риц Ортолани                        |
| 1994 | «Дорогой дневник»                | Caro diario                               | Никола Пьовани                      |
| 1994 | «Суд»                            | Sud                                       | Федерико Де Робертис                |
| 1994 | «Ради любви, только ради любви»  | Per amore, solo per amore                 | Никола Пьовани                      |
| 1995 | «Ламерика»                       | Lamerica                                  | Франко Пьерсанти                    |
| 1995 | «Почтальон»                      | Il postino                                | Луис Энрикес Бакалов                |
| 1995 | «Обычный герой»                  | Un eroe borghese                          | Пино Донаджо                        |
| 1996 | «Целлулоид»                      | Celluloide                                | Мануэль Де Сика                     |
| 1996 | «Фабрика звёзд»                  | L’uomo delle stelle                       | Эннио Морриконе                     |
| 1996 | «Роман бедного юноши»            | Romanzo di un giovane povero              | Армандо Тровайоли                   |
| 1997 | «Как игрушки спасли Рождество»   | La freccia azzurra                        | Паоло Конте                         |
| 1997 | «Перемирие»                      | La tregua                                 | Луис Энрикес Бакалов                |
| 1997 | «Принц Гомбургский»              | Il principe di Homburg                    | Карло Кривелли                      |
| 1997 | «Мое поколение»                  | La mia generazione                        | Никола Пьовани                      |
| 1998 | «Тано до смерти»                 | Tano da morire                            | Нино Д’Анджело                      |
| 1998 | «Слова любви»                    | La parola amore esiste                    | Франко Пьерсанти                    |
| 1998 | «Жизнь прекрасна»                | La vita è bella                           | Никола Пьовани                      |
| 1999 | «Легенда о пианисте»             | La leggenda del pianista sull’oceano      | Эннио Морриконе                     |
| 1999 | «Не от мира сего»                | Fuori dal mondo                           | Людовико Эйнауди                    |
| 1999 | «Радио Фреччиа»                  | Radiofreccia                              | Лучано Лигабуэ                      |

## 2000—2009
| Год  | Русское название                          | Оригинальное название          | Авторы музыки            |
| ---- | ----------------------------------------- | ------------------------------ | ------------------------ |
| 2000 | «Закон противоположностей»                | Canone inverso                 | Эннио Морриконе          |
| 2000 | «Но навсегда в моей памяти»               | Come te nessuno mai            | Паоло Буонвино           |
| 2000 | «Завтра сделано вчера»                    | Ormai è fatta                  | Пивио и Альдо Ди Скальци |
| 2001 | «Комната сына»                            | La stanza del figlio           | Никола Пьовани           |
| 2001 | «Малена»                                  | Malena                         | Эннио Морриконе          |
| 2001 | «Нечестная конкуренция»                   | Concorrenza sleale             | Армандо Тровайоли        |
| 2002 | «Великий Медичи: рыцарь войны»            | Il mestiere delle armi         | Фабио Вакки              |
| 2002 | «От ноля до десяти»                       | Da zero a dieci                | Лучано Лигабуэ           |
| 2002 | «Рожденные ветром»                        | Brucio nel vento               | Джованни Веноста         |
| 2003 | «Окно напротив»                           | La finestra di fronte          | Андреа Герро             |
| 2003 | «Таксидермист»                            | L’imbalsamatore                | Банда Осирис             |
| 2003 | «Касомай»                                 | Casomai                        | Пивио и Альдо Ди Скальци |
| 2003 | «Сердце не с тобой»                       | Il cuore altrove               | Риц Ортолани             |
| 2003 | «Пиноккио»                                | Pinocchio                      | Никола Пьовани           |
| 2004 | «Первая любовь»                           | Primo amore                    | Банда Осирис             |
| 2004 | «Я не боюсь»                              | Io non ho paura                | Эцио Боссо               |
| 2004 | «Касомай»                                 | Che ne sarà di noi             | Пивио и Альдо Ди Скальци |
| 2004 | «Что с нами будет?»                       | Il cuore altrove               | Андреа Герро             |
| 2004 | «Рождественский реванш»                   | La rivincita di Natale         | Риц Ортолани             |
| 2004 | «Агата и Шторм»                           | Agata e la tempesta            | Джованни Веноста         |
| 2005 | «Когда же придут девчонки?»               | Ma quando arrivano le ragazze? | Риц Ортолани             |
| 2005 | «Учебник любви»                           | Manuale d’amore                | Паоло Буонвино           |
| 2005 | «Последствия любви»                       | Le conseguenze dell’amore      | Паскуале Каталано        |
| 2005 | «Боль чужих сердец»                       | Cuore sacro                    | Андреа Герро             |
| 2005 | «Ключи от дома»                           | Le chiavi di casa              | Франко Пьерсанти         |
| 2006 | «Кайман»                                  | Il caimano                     | Франко Пьерсанти         |
| 2006 | «Дни одиночества»                         | I giorni dell’abbandono        | Горан Брегович           |
| 2006 | «Криминальный роман»                      | Romanzo criminale              | Паоло Буонвино           |
| 2006 | «Лихорадка»                               | La febbre                      | Negramaro                |
| 2006 | «Ночь накануне экзаменов»                 | Notte prima degli esami        | Бруно Дзамбрини          |
| 2007 | «Незнакомка»                              | La sconosciuta                 | Эннио Морриконе          |
| 2007 | «Друг семьи»                              | L’amico di famiglia            | Тео Теардо               |
| 2007 | «Сатурн в противофазе»                    | Saturno contro                 | Неффа                    |
| 2007 | «Мой брат – единственный ребенок в семье» | Mio fratello è figlio unico    | Франко Пьерсанти         |
| 2007 | «Сто гвоздей»                             | Centochiodi                    | Фабио Вакки              |
| 2008 | «Тихий хаос»                              | Caos calmo                     | Паоло Буонвино           |
| 2008 | «Пиано, соло»                             | Piano, solo                    | Леле Маркителли          |
| 2008 | «И думать забудь, Джонни!»                | Lascia perdere, Johnny!        | Фаусто Мезолелла         |
| 2008 | «Мой брат – единственный ребенок в семье» | Mio fratello è figlio unico    | Франко Пьерсанти         |
| 2008 | «Девушка у озера»                         | La ragazza del lago            | Тео Теардо               |
| 2009 | «Изумительный»                            | Il Divo                        | Тео Теардо               |
| 2009 | «Экс»                                     | Ex                             | Бруно Дзамбрини          |
| 2009 | «Джулия не ходит на свидания вечером»     | Giulia non esce la sera        | Baustelle                |
| 2009 | «Итальянцы»                               | Italians                       | Паоло Буонвино           |
| 2009 | «Это выполнимо»                           | Si può fare                    | Пивио и Альдо Ди Скальци |

## 2010—2019
| Год  | Русское название                       | Оригинальное название            | Авторы музыки                                        |
| ---- | -------------------------------------- | -------------------------------- | ---------------------------------------------------- |
| 2010 | «Баария»                               | Baarìa                           | Эннио Морриконе                                      |
| 2010 | «Тот, кто придёт»                      | L’uomo che verrà                 | Марко Бискарини и Даниеле Фурлати                    |
| 2010 | «Первое прекрасное»                    | La prima cosa bella              | Карло Вирдзи                                         |
| 2010 | «Холостые выстрелы»                    | Mine vaganti                     | Паскуале Каталано                                    |
| 2010 | «Побеждать»                            | Vincere                          | Карло Кривелли                                       |
| 2011 | «Базиликата: От побережья к побережью» | Basilicata coast to coast        | Рита Маркотулли и Рокко Папалео                      |
| 2011 | «Добро пожаловать на юг»               | Benvenuti al Sud                 | Умберто Шипионе                                      |
| 2011 | «Конфетка»                             | Il gioiellino                    | Тео Теардо                                           |
| 2011 | «В рай»                                | Into Paradiso                    | Фаусто Мезолелла                                     |
| 2011 | «Мы верили»                            | Noi credevamo                    | Хуберт Весткемпер                                    |
| 2012 | «Где бы ты ни был»                     | This Must Be the Place           | Дэвид Бирн                                           |
| 2012 | «Добро пожаловать на Север»            | Benvenuti al Nord                | Умберто Шипионе                                      |
| 2012 | «Цезарь должен умереть»                | Cesare deve morire               | Джулиано Тавиани и Кармело Травия                    |
| 2012 | «У нас есть Папа!»                     | Habemus Papam                    | Франко Пьерсанти                                     |
| 2012 | «Присутствие великолепия»              | Magnifica presenza               | Паскуале Каталано                                    |
| 2013 | «Лучшее предложение»                   | La migliore offerta              | Эннио Морриконе                                      |
| 2013 | «Реальность»                           | Reality                          | Александр Деспла                                     |
| 2013 | «Сибирское воспитание»                 | Educazione siberiana             | Мауро Пагани                                         |
| 2013 | «Ты и я»                               | Io e Te                          | Франко Пьерсанти                                     |
| 2013 | «Диаз: Не вытирайте эту кровь»         | Diaz — Don’t Clean Up This Blood | Тео Теардо                                           |
| 2014 | «Песни, мафия, Неаполь»                | Song 'e Napule                   | Пивио и Альдо Ди Скальци                             |
| 2014 | «Великая красота»                      | La grande bellezza               | Леле Марчителли                                      |
| 2014 | «Человеческий капитал»                 | Il capitale umano                | Карло Вирдзи                                         |
| 2014 | «Под счастливой звездой»               | Sotto una buona stella           | Умберто Шипионе                                      |
| 2014 | «Пристегните ремни»                    | Allacciate le cinture            | Паскуале Каталано                                    |
| 2015 | «Чёрные души»                          | Anime nere                       | Джулиано Тавиани                                     |
| 2015 | «Голодные сердца»                      | Hungry Hearts                    | Никола Пьовани                                       |
| 2015 | «Невероятный молодой человек»          | Il giovane favoloso              | Саша Ринг                                            |
| 2015 | «Невидимый мальчик»                    | Il ragazzo invisibile            | Эцио Боссо, Федерико Де Робертис                     |
| 2015 | —                                      | Torneranno i prati               | Паоло Фрезу                                          |
| 2016 | «Молодость»                            | Youth — La giovinezza            | Дэвид Лэнг                                           |
| 2016 | «Страшные сказки»                      | Il racconto dei racconti         | Александр Деспла                                     |
| 2016 | «Двое во вселенной»                    | La corrispondenza                | Эннио Морриконе                                      |
| 2016 | «Меня зовут Джиг Робот»                | Lo chiamavano Jeeg Robot         | Мишель Брага и Габриеле Майнетти                     |
| 2016 | «Не будь злым»                         | Non essere cattivo               | Паоло Вивальди при сотрудничестве Алессандро Сартини |
| 2017 | «Неделимые»                            | Indivisibili                     | Энцо Авитабиле                                       |
| 2017 | «Приятных снов»                        | Fai bei sogni                    | Карло Кривелли                                       |
| 2017 | «Как чокнутые»                         | La pazza gioia                   | Карло Вирдзи                                         |
| 2017 | «Ткань сновидений»                     | La stoffa dei sogni              | Франко Пьерсанти                                     |
| 2017 | «Андреа Фарри»                         | Veloce come il vento             | Быстрая, как ветер                                   |
| 2018 | «Любовь и пуля»                        | Ammore e malavita                | Пивио Де Скальци и Альдо Де Скальци                  |
| 2018 | «Неаполь под пеленой»                  | Gatta Cenerentola                | Паскуале Каталано                                    |
| 2018 | «Нежность»                             | La tenerezza                     | Франко Пьерсанти                                     |
| 2018 | «Кошка-Золушка»                        | Napoli velata                    | Антонио Фреза и Луиджи Шальдоне                      |
| 2018 | «Нико, 1988»                           | Nico, 1988                       | Gatto Ciliegia Contro il Grande Freddo               |
| 2019 | «Революция на Капри»                   | Capri-Revolution                 | Apparat и Филипп Тимм                                |
| 2019 | «Лучше дома места нет»                 | A casa tutti bene                | Никола Пьовани                                       |
| 2019 | «Эйфория»                              | Euforia                          | Никола Тескари                                       |
| 2019 | «Лоро»                                 | Loro                             | Леле Маркителли                                      |
| 2019 | «На моей коже»                         | Sulla mia pelle                  | Mokadelic                                            |

## 2020—2029
| Год  | Русское название     | Оригинальное название               | Авторы музыки            |
| ---- | -------------------- | ----------------------------------- | ------------------------ |
| 2020 | —                    | Il flauto magico di piazza Vittorio | Пьяцца Витторио Оркестра |
| 2020 | «Первый король Рима» | Il primo re                         | Андреа Фарри             |
| 2020 | «Предатель»          | Il traditore                        | Никола Пьовани           |
| 2020 | «Пиноккио»           | Pinocchio                           | Дарио Марианелли         |
| 2020 | «Суспирия»           | Suspiria                            | Том Йорк                 |

## Премия «Давид ди Донателло» за лучшую музыку к иностранному фильму
Помимо основной премии в 1979 и 1980 годах присуждалась премия «Давид ди Донателло» за лучшую музыку к иностранному фильму (итал. David di Donatello per la migliore colonna musicale straniera). Победителями в данной номинации были в 1979 году Голт Макдермот («Волосы»), а в 1980 году Ральф Бернс («Кино, кино»).